# Andarevia
Andarevia è un film del 2013 diretto da Claudio Di Biagio, prodotto da 5e6 con il contributo di UISP ed il sostegno della Fondazione Sardegna Film Commission. Distribuito gratuitamente da Rai Cinema su TIMvision dal 15 febbraio 2013 al 27 agosto 2014, nel frattempo è uscita l'edizione in DVD per vendita e noleggio nel mercato home video. Nel 2014 è stato proiettato al Sunscreen Film Festival di St. Petersburg
e all'Internationales Filmfest Braunschweig.

## Trama
Marco è un trentenne in cura da uno psichiatra perché affetto da attacchi d'ira improvvisi. Il giovane si unisce a una gita per persone con disagio mentale. L'escursione si svolgerà nel mare della Sardegna, su una barca a vela chiamata Andarevia. Il gruppo è composto da Eva, affetta da problemi di amnesia, Stefania, affetta da sindrome ossessivo-compulsiva rupofobica, Pablo, un anziano con problemi di comunicazione e Valerio, un giovane uomo disturbato e chiuso in se stesso. I passeggeri di Andarevia si dovranno confrontare con una serie di difficoltà: ognuno sarà chiamato a relazionarsi con il disagio altrui e ad affrontare il proprio concetto di diversità.

## Produzione
Il film fa parte del progetto "Web Movies", ovvero una serie di 10 lungometraggi pensati e realizzati esclusivamente per il web, commissionati da Rai Cinema e distribuiti attraverso differenti piattaforme web come TIMvision, Rai Cinema Channel o iTunes. Inizialmente è stato diffuso in visione gratuita per 15 giorni.
Il soggetto originale è di Graziano Chiscuzzu e la regia è stata affidata ad un regista emergente che aveva già lavorato alla web series Freaks!, Claudio Di Biagio.

### Riprese
Il film è ambientato nella provincia di Sassari e si svolge su una barca a vela ed è stato girato durante l'estate 2012.

## Premi e riconoscimenti
- 2014: selezionato al 9th Sunscreen Film Festival 2014, St. Petersburg, Florida, USA.[3]
- 2014: selezionato al 28th Internationales Filmfest Braunschweig 2014, Braunschweig, Germania.[4]